# Патек, Станислав
Станислав Ян Патек (пол. Stanisław Jan Patek; 1 мая 1866, Русинув, гмина Русинув, Царство Польское, Российская империя — 25 августа 1944, Варшава, Нацистская Германия) — польский адвокат, дипломат и государственный деятель, министр иностранных дел Польши (1919—1920).

## Биография
В 1889 г. окончил юридический факультет Варшавского университета. В 1894 г. начал адвокатскую деятельность.
До начала Первой мировой войны был тесно связан с Польской социалистической партией. В 1903 г. стал соучредителем Фонда помощи политическим заключенным. Выступал в качестве защитника представителей рабочего и революционного движения, а также членов боевой организации Польской социалистической партии. На его квартире в течение некоторого времени скрывался от преследования Юзеф Пилсудский. Он и присоединившиеся юристы в течение 1905-1907 гг. выступили защитниками в ходе рассмотрения более чем 260 политических дел, более 20% были признаны невиновными.  Был защитником на громком процессе Штефана Окрцея, где в своей знаменитой речи потребовал от судей соблюдения закона. Также выступал адвокатом Юзефа Мирецкого, осуществившего несколько диверсий в отношении российских военных и почтовых железнодорожных составов. Несмотря на блестящую работу адвоката, подсудимый был приговорен к смерти и казнен на склонах Варшавской цитадели. 
Сам адвокат систематически подвергался преследованиям со стороны царских властей. В его отношении неоднократно проводилось дисциплинарное производство, а в феврале 1908 г. он был арестован и заключен в тюрьму. В его защиту выступили многие юристы не только в Польше, но и в Санкт-Петербурге, через месяц он был освобожден. Однако в 1911 г. властям все же удалось исключить его фамилию из регистра адвокатов, в который он уже больше никогда не вернулся. 
Долгие годы входил в руководства польского отделения масонской ложи Великий восток Франции, а с 1920 г. итальянской Великой ложи Италии. В том же году стал вице-президентом масонской ложи «Федерация славянских масонов Франции».
Являлся сотрудником Комиссии тюремных дел Временного Государственного совета. После обретения независимости (1918), в 1919-1920 гг. выступил организатором польской судебной системы, в ноябре 1918 г. был назначен членом Верховного суда. В 1919 г. был включен в состав Польского национального комитета в Париже, был членом польской делегации на Парижской мирной конференции.
- 1919—1920 гг. — министр иностранных дел Польши,
- 1921—1926 гг. — посол в Японии,
- 1926—1932 гг. — посол в СССР, вел переговоры о заключении пакта о ненападении,
- 1933—1935 гг. — посол в США. Был вынужден вернуться на родину в связи с ухудшением здоровья,
- 1936—1939 гг. — член Сената, назначенный президентом Польши.

После немецкого вторжения в Польшу был одним из защитников польских евреев. Погиб в конце августа 1944 г. во время бомбардировки города Люфтваффе в ходе Варшавского восстания.

## Награды и звания
- Большой крест ордена Возрождения Польши
- Крест Независимости (1930)
- Орден Короны Италии (1920)
- Кавалер Большого креста ордена Святого Григория Великого (Ватикан) (1920)
- Орден Восходящего солнца Японии
- Офицер ордена Почётного легиона
- Большой крест ордена Звезды Румынии
- Большой крест ордена Дракона Аннама французского Индокитая
- Большой крест ордена Золотого Колоса Китайской Республики
- Орден Великого Солнца Китайской Республики.

Был удостоен Золотой премии польской Академии.